# Car (Mégare)
Pour les articles homonymes, voir Car et Kar.
Dans la mythologie grecque, Car ou Kar (en grec ancien Κάρ / Kár) est le premier roi de Mégare, fils de Phoronée.

## Mythe
Car est le fils de Phoronée, le premier roi d'Argos et le premier homme d'après la tradition de cette cité, et le petit-fils du dieu-fleuve Inachos,.
Car est le premier roi de Mégare : il fonde une des deux acropoles de la ville, nommée d'après lui Caria ou Karia (en grec ancien Καρία / Karía),. Dans l'enceinte de celle-ci, il aurait également fait construire un temple ou mégaron de Déméter et fondé le culte de la déesse,. Pour l'historien Krister Hanell (de), il s'agirait d'une tradition tardive qui vise à concurrencer l'ancienneté du sanctuaire d'Éleusis en Attique,.
Le tombeau de Car se trouvait sur la route côtière menant à Corinthe,.

### Sources anciennes
- Pausanias, Description de la Grèce [détail des éditions] [lire en ligne], I, 39, 5-6 ; I, 40, 6 ; I, 44, 6.
- Étienne de Byzance, Ethniques [détail des éditions], s.v. « Καρία ».